# Trois-Fontaines-l'Abbaye
Trois-Fontaines-l'Abbaye  là một xã thuộc tỉnh Marne trong vùng Grand Est đông nam nước Pháp. Xã này nằm ở khu vực có độ cao trung bình 169 mét trên mực nước biển.